# Platythyrea exigua
Platythyrea exigua is een mierensoort uit de onderfamilie van de Ponerinae. De wetenschappelijke naam van de soort is voor het eerst geldig gepubliceerd in 1964 door Kempf.